# Teofrastov mračnjak
Teofrastov mračnjak (konoplja duga, žutosljez, mračnjak pusteni, lat. Abutilon theophrasti), biljna vrsta iz porodice sljezovki. Jedina je iz roda mračnjaka koja raste u Hrvatskoj, a rasprostranjena je kroz Euroaziju od Italije na istok sve do Kine, u Australiji, Indiji, Pakistanu, Egiptu, te je uvezena u velike dijelove Sjedinjenih država, zapadne Europe, Rusije i dijelove Afrike.
Jednogodišnja je biljka koja narastge do dva metra. Cvjetovi su joj dvosponi, sastavljeni od pet žutih latica, pet dlakavih lapova i bez vanjske čaške. Veoma se lako razmnožava, a jedna biljka stvori od 700 do 17000 sjemenki, koje klijavost mogu očuvati do 50 godina.
U Europi je smatraju korovom, dok se u Aziji uzgaja kao tekstiklna biljka. Od nje se izrađuju sagovi, prostirači i konopi za jarbole i jedra. Plodovi su joj jestivi, jedu se sirovi dok su nedozreli, a zreli se kuhaju, suše i melju u prah.
- A. theophrasti
- A. theophrasti
- A. theophrasti, korijen

## Vanjske poveznice
- Britannica